# Rathdowney
Rathdowney (in irlandese: Ráth Domhnaigh ) è un villaggio nella Contea di Laois, in Irlanda.